# Ірина Влах
Ірина Влах (рум. Irina Vlah, гаг. İrina Vlah; нар. 26 лютого 1974, Комрат) — молдовський державний і політичний діяч промосковських поглядів. Башкан Гагаузії в Молдові, член Уряду Молдови з 15 квітня 2015 по 19 липня 2023. Депутат Парламенту Молдови з 2005. До 2015 належала до Комуністичної партії Молдови.

## Життєпис
Народилася 26 лютого 1974 у місті Комрат, Молдавської ССР, в сім'ї службовців — гагауза і болгарки.
З 1991 по 1996 навчалася в Комратському державному університеті на юридичному факультеті.
З 2001 по 2008 проходила навчання в докторантурі при Академії наук Республіки Молдова.
2008 — захист докторської дисертації на тему «Сучасна концепція розвитку державної служби в Республіці Молдова». Є автором ряду наукових робіт і публікацій, що стосуються проблематики державного управління, зміцнення міжнаціонального миру в Республіці Молдова.

## Професійна діяльність
1996–2003 — юрист податкової інспекції Гагаузії.
2003–2005 — Начальник юридичного відділу Виконавчого комітету Гагаузії.

## Політична діяльність
- З 2005–2009 — Депутат Парламенту Республіки Молдова XVI скликання, член комісії з питань права.

- З 2009 квітень-липень — Депутат Парламенту Республіки Молдова XVII скликання, член комісії з питань права, призначень та імунітету.

- З 2009–2010 — Депутат Парламенту Республіки Молдова XVIII скликання, член комісії з питань права, призначень та імунітету.

- З 2010–2014 — Депутат Парламенту Республіки Молдова XIX скликання, член постійної Бюро Парламенту Республіки Молдова.

- З 2014 по теперішній час Депутат Парламенту Республіки Молдова XX скликання, член комісії з прав людини і міжетнічних відносин.

- З 2007 по 27 січня 2015 — Керівник районної партійної організації в Комраті, член Центрального комітету партії комуністів.

3 квітня 2008 рішенням Ради Міжпарламентської асамблеї Союзу незалежних держав була нагороджена почесною грамотою за зміцнення інтеграційних зв'язків між державами-членами СНД.

### Гагаузький політик
2010 бере участь у виборах Башкана Гагаузії, у першому турі отримала до 30 % голосів. Різниця між Влах та її найближчим опонентом склала трохи більше 300 голосів.
2014 виступала одним з ініціаторів проведення провокативного референдуму на території АТУ Гагаузія з питання вступу в промосковський Митний союз. За результатами референдуму понад 98 % жителів автономії сказали те, що хотіла Ірина Влах.
22 березня 2015 перемогла на виборах Башкана Гагаузії з результатом 51,11 %.

## Громадська діяльність
З 2005 по сьогоднішній день Влах активно бере участь в суспільно-політичному житті країни і регіону. Займається типовими для пост-комуністичних країн справами — за державний кошт ремонтує колодязі та артезіанські свердловини, але робить це нібито як подарунок.
З 2007 на території Гагаузької Автономії з ініціативи Ірини Федорівни, проводиться літній табір «Гагаузія автономія молоді», в якому задіяно щорічно 120 молодих людей, які представляють усі населені пункти Гагаузії. Відкритий новий корпус Комратського державного університету, а також в Комратському районі, в селі Ферапонтіївка, зберегли гімназію, вона домоглася повернення Комратського реабілітаційного центру для дітей-інвалідів «Fidancik» в список державних об'єктів, що не підлягають приватизації.